# Обљак (Бриони)
Обљак је мало ненасељено острвце у хрватском делу Јадранског мора.
Налази се у групи Бријунских острва, југозападно од обале Истре, а северозападно од Пуле. Површина острвца износи 0,044 км². Дужина обалске линије је 0,78 км.. Највиша тачка на острву је висока 7 м.